# Quems
Quems (Cems, Qems, Quimzo, Quinze), pleme Coahuiltecan Indijanaca s obje obale Rio Grande blizu današnjeg Eagle Passa. Prema Damián Massanetu (1691) govorili su jezikom Coahuiltecan, a sudeći po njihovim ranim opisima prakticirali su i tetoviranje. Quemsi se spominju kao vođe putova ranih putnika. Pod imenom Quexamos, ulaze 1700. na misiju San Phelipe de Valladares u istočnoj Coahuili. Kasnije se opet spominju kada njihove dvije obitelji (1726-1748) naseljavaju na misiji San Antonio de Valero u Teksasu.

## Lietratura
- Herbert Eugene Bolton, ed., Spanish Exploration in the Southwest, 1542-1706 (New York: Scribner, 1908; rpt., New York: Barnes and Noble, 1959).
- Lino Gómez Canedo, ed., Primeras exploraciones y poblamiento de Texas, 1686-1694 (Monterrey: Publicaciones del Instituto Technológico y de Estudios Superiores de Monterrey, 1968).
- Frederick Webb Hodge, ed., Handbook of American Indians North of Mexico (2 vols., Washington: GPO, 1907, 1910; rpt., New York: Pageant, 1959).

## Vanjske poveznice
- Quems Indians